# Unleashed (Bow Wow)
Unleashed è il terzo album in studio del rapper statunitense Bow Wow, pubblicato nel 2003.

## Tracce
1. Get It Poppin' – 3:28
2. Let's Get Down (feat. Birdman) – 4:11
3. Eighteen – 4:50
4. Follow Me – 3:53
5. My Baby (feat. Jagged Edge) – 5:03
6. The Don, The Dutch – 3:57
7. The Movement – 3:56
8. I Can't Lose – 4:02
9. Hey Little Momma (feat. Jagged Edge) – 3:38
10. I Got Ya'll – 3:17
11. I'll Move On (feat. Mario) – 4:06
12. To My Mama (feat. Amerie) – 5:17
13. I'm Back – 3:48

## Classifiche
| Classifica (2003) | Posizione raggiunta |
| ----------------- | ------------------- |
| Stati Uniti       | 3                   |